# 372
372 (CCCLXXII) var ett skottår som började en söndag i den julianska kalendern.

## Händelser

### Okänt datum
- Valentinianus I besegrar quaderna och sarmaterna.
- Valentinianus krossar morerna i Africa.
- Gregorios av Nyssa blir biskop.
- Augustinus antar manikeismen.
- Buddhismen antas som kungariket Koguryŏs officiella statsreligion.
- Jin Feidi avsätts som kejsare av Kina och efterträds av Jin Jianwendi, som i sin tur strax därefter efterträds av Jin Xiaowudi.
- De första diplomatiska kontakterna mellan det koreanska kungariket Baekje och den kinesiska Jindynastin etableras.
- Den nationella akademin för kinesisk visdom, kallad Taehak, etableras i kungariket Goguryeo.

## Avlidna
- Jin Jianwendi, kejsare av Kina